# Engrasador manual

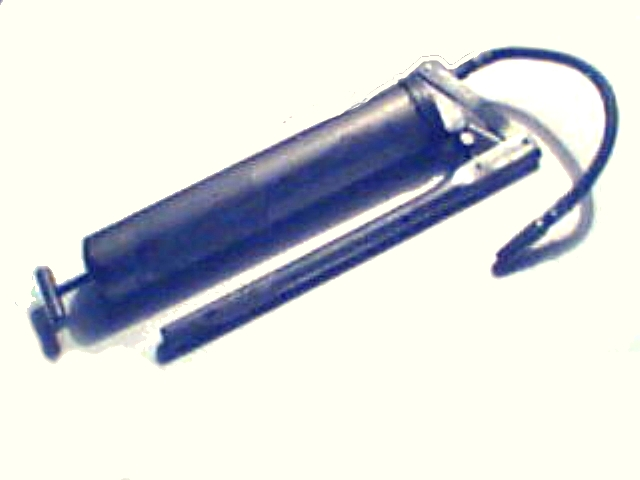
Engrasador manual con pico flexible.

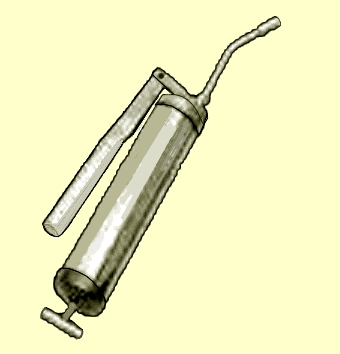
Engrasador manual con pico fijo.

El engrasador manual es una herramienta que se utiliza para realizar el engrase de piezas donde la grasa debe penetrar a presión, por ejemplo, a través de un alemite. Como su nombre indica, y en contraposición a las máquinas industriales que actúan por aire comprimido, ésta es de uso manual y se ha creado para ser utilizada en tareas más artesanales, en talleres que realizan engrasados específicos, o bien por un particular que desea realizar sus propios trabajos de engrase (por ejemplo: en su automóvil).

## Descripción de la herramienta
Como se ve en la ilustración, consta de un cuerpo principal que consiste en un tubo o tambor de hierro (donde se coloca la grasa), con una tapa por detrás del mismo que se ajusta a rosca y lleva un impulsor que empuja el lubricante hacia arriba a medida que éste se va consumiendo. Adelante, y también a rosca, lleva un pico (en el caso de la figura es flexible, pero existen otros fijos y con distintas terminales. Por ejemplo, para alemites (fijos y flexibles), en forma puntiaguda, etc.). Finalmente la palanca que se encuentra ubicada lateralmente al tubo es la que se acciona para que la grasa salga del pico con la fuerza necesaria para ingresar en la pieza a engrasar. Cuando dicha palanca se acciona hacia abajo produce una compresión muy elevada dentro del tubo o tambor y hace salir con potencia al lubricante. (Dicha palanca tiene un desplazamiento de aproximadamente 30 a 35 grados).

## Lubricantes a utilizar
En general es la grasa de litio la que se emplea, no obstante se puede utilizar con otro tipo de grasas de consistencia similar. Lo que no es factible es su uso con lubricantes líquidos ya que no está diseñada para ellos.

## Materiales de construcción
Es una herramienta totalmente construida en hierro, a excepción del pico flexible que es de caucho con una malla acerada que lo recubre y un pistón o émbolo de caucho que lleva dentro del tubo y es el que llevará la grasa hacia arriba a medida que su operario la impulse mediante la manivela que se observa en la parte posterior. El resto de los picos (aquí no expuestos en imagen) suelen ser generalmente de hierro.
- Datos: Q261501
- Multimedia: Grease guns / Q261501